# Laval-le-Prieuré
 Laval-le-Prieuré  es una población y comuna francesa, en la región de Franco Condado, departamento de Doubs, en el distrito de Montbéliard y cantón de Le Russey.

## Demografía
| 79 | 58 | 62 | 48 | 35 | 35 |
| Para los censos de 1962 a 1999 la población legal corresponde a la población sin duplicidades (Fuente: INSEE [Consultar]) |    |    |    |    |    |